# マリオペイント
『マリオペイント』（MARIO PAINT）は、任天堂より1992年7月14日に発売されたスーパーファミコン用ゲームソフト。スーパーファミコンマウスとスーパーファミコンマウスパッドが同梱されており、スーパーファミコン初のマウス専用ソフトである。

## 概要
マウスを使ってお絵描き、作曲、アニメーション作成などが楽しめる。
マリオペイントの発売当時はパソコンの主な使用目的はゲームかホビー、ビジネス用途であり、家庭にはグラフィック描画能力に優れたパソコンがほとんど普及していなかった。当時まともなグラフィック表示ができるパソコンの中では現実的に個人が購入できる唯一ともいえる存在だったMacintoshは、カラー表示環境を整えるには「Macを買う値段で自動車が買える」と言われるほど高価であった。また、商業用グラフィック制作に用いられるような高度な機能を備えたワークステーション（例:Amiga,　シリコングラフィックス等）はGUIによる操作が可能で、フルカラーの美麗な画像を出力できたが、以外は法人向けを前提にシステム全体で数百万円以上の価格で販売されていたため、個人所有は不可能であった。従って、発売当時はコンピュータにより構築されるCG制作システムは大人が業務で共同利用するものであるという認識が一般的であり、子供が遊び半分でCG制作を行う事を前提としたソフトはMacintoshの『キッドピクス』（1991年発売）くらいしかなかった。
PCにおいては、キーボードでの文字入力と操作の円滑化を図るために使われていたマウスだが、当時のゲーム機ユーザーにとっては馴染みの薄い入力デバイスだった。それをSFCで広めるためにマウスを同梱させて発売した。楽しみながら新しい入力デバイスに触れてほしいという設計思想は成功し、オマケとして収録されていた『ハエたたき』を含め、若年層にも広く受け入れられた。
マリオペイントには色鉛筆やクレヨンやスプレーや塗りつぶしなど「2次元のキャンバスに絵を描く」という意味で必要最低限の機能しか搭載されておらず、業務用のCG制作システムとは比べ物にならない程に貧弱であった。しかし、一般家庭において購入できる価格で2DのCG制作に関わる一連の作業が体験できるシステムを構築して発売した点においては非常に画期的であった。絵を描く作業と関連させてパソコンで用いられてきた「マウス」という入力デバイスを家庭用に発売した点においても先見の明があったといえる。
1992年の発売当時から既に本格的なグラフィックソフトウェアには性能、機能の多様性において太刀打ちできるソフトでは無かった。しかし、ゲーム機という手頃なプラットフォームを前提に一般家庭で購入可能な価格で販売され、子供でも遊び感覚でCG作画を楽しむことができるソフトウェアとしては唯一の存在であった。マリオペイントのユーザーインターフェースはかなり完成されており、発売から17年後の2009年にニンテンドーDS向けに発売された『メイドイン俺』においても、ゲーム制作モードでマリオペイントとほぼ同様のユーザーインターフェースが採用された。
開発時の仮タイトルは「ROBO PAINT」だった。しかし発売するにあたり人気のマリオにした方が販売的に良いということになり、「マリオペイント」になった。セーブデータを圧縮するロボットやハエたたきのキャラクターがロボットになっているのは、その名残であると、ディレクターでデザイナーの松岡は語っている。

## ゲーム内容

### お絵かきスクリーン
マウスでカーソルを動かして絵を描くモード。このモードからアイコンを押すことで、アニメーションランド、サウンドコラージュ、ハエタタキの各モードへ進むことが出来る。アニメーションランドとサウンドコラージュで製作したものをあわせて1つのデータとして鑑賞、セーブやロードをすることができる。セーブ時にはロボットにデータを注入し、ロード時にはロボットからデータを取り出すアニメーションが流れる。時間をかけてデータを圧縮してセーブするが、1つのデータしかセーブできない。滅多にないことだが、圧縮しにくい絵を描いた場合、容量が足りずセーブできない場合もある。セーブできない場合、「DATA OVERFLOW」と表示されてロボットが煙を吹く演出が発生する。
使える色数は透明を含めた16色で、選べる色は固定されており新たに設定することはできない（薄いピンクや灰緑色も本作品に登場するが使えない）。ベタ塗りのペン、範囲の中でランダムにドットを塗りつぶすスプレーで、3段階の太さを選びマウスで絵を描くことができる。また、これらによる直線や四角形・円・楕円の描画もできる。
スタンプはあらかじめ入っているキャラクターやパターン、自作のスタンプ（スペシャルスタンプ）を押すことができる。そのまま押すことも、左右上下を反転して押すことも可能。ボタンを押したままでマウスを動かせば、指定した模様でペンのように描画することも可能であり、これを利用して、スタンプを既定のペンより細い1ドット幅のペンとして使うテクニックが存在する。コピーは画面上の指定する一部分をスタンプと同様に使う機能である。
塗りつぶしはつながった同一色の領域を塗りつぶすことができるが、この場合一色でなく用意されたパターンやスペシャルスタンプの模様でも塗りつぶせる。ただし、これを元通りに塗りなおすには1色1色戻す必要があるので、下手に塗りつぶすと泣きを見ることになる。
消しゴムは、指定の部分を透明に戻すのに使う。最初に画面を開いたときの状態が透明となっており、画面上では白よりも僅かに暗いグレーで表示されている。画面全体を消す消しゴムアイコンは9種類あり、それぞれ異なった消え方をする。
画面右下に表示されている犬のアイコンを押すことで操作を1段階だけ元に戻すことが出来る。犬のアイコンを連打しても2回目以降は何も起こらない。
4種類の塗り絵を呼び出すことができる。

### アニメーションランド
画面を4、6または9分割して絵を描き、その絵が順に切り替わることでアニメーションを作成することが出来る。描画についてはお絵かきスクリーンと同じことができるが、分割のコマごとにコピーする機能が追加される。描いたアニメーションは、マウスでパスライン（移動経路）を引くことでお絵かきスクリーンの上を移動させることができる。パスラインを引かずに一定の位置でアニメーションさせることも可能。また、絵の切り替わる速度も指定できる。
アニメーション中はアニメーションランドで描いた絵が設定した速度で切り替わりながら（最後のコマに達すると再び最初のコマに戻る）、パスラインに従ってお絵かきスクリーンの上を移動する。サウンドコラージュで製作した音楽を流すこともできるほか、周囲のアイコンを消すことができる。
周囲のアイコンを消し、描画したお絵かきスクリーンの上でサウンドコラージュで製作した音楽を流しながらアニメーションランドで描画した絵を動かす状態が、多くの場合マリオペイントで作品を作る際の最終到達点になる。

### サウンドコラージュ
画面上の五線譜に音のアイコンを置いていき、簡易な音楽を作成するモード。使える音の高さは下のシから普通のド〜シを挟んで上のソまでの計13音。黒鍵は使えない。同時に鳴らせる音は3つまでで、異なる高さにしか置けない。音を任意に伸ばすことはできない。曲の長さは96拍分以内で終点（終止線）の指定が可能。小節線の表示は4拍ごと（24小節）か3拍ごと（32小節）かを切り替えられる。またテンポを変更することができるほか、演奏時にループするかしないかを選択できる。音色は15種類。
3種類のサンプル曲を呼び出すことができる。
再生ボタンを押すと、マリオが楽譜の上部を飛び跳ねながら走ってゆく。

### ハエたたき
マウスに慣れてもらうために用意されたミニゲームで、本編のお絵かきとは何の関係も連動もしていない。
飛びまわる4種類のハエをマウス（ハエたたき）でクリックして退治していき、合計100匹倒すとボスの巨大ハエが登場する。これを倒すと1ステージクリアとなる。3ステージが1周となっており、1周するごとに画面の左上にアイコンが増え、難易度が増す。ハエに触れてもミスにはならないが、ハエたちが繰り出す攻撃に当たるとミス（ハエたたきを持つ手に顔が生え、叫び声をあげて消滅し、残機が1減る）となり、残機がなくなるとゲームオーバーになる。まれに飛んでくる点滅した1UPハンドをクリックできれば、残機が1増える。
ゲームボーイアドバンスの『メイド イン ワリオ』にも隠しミニゲームとして再収録されている。但し操作は十字キーに変更されており、操作が難しくなった分、上記の1UPハンドの登場回数が若干増えている。
『スーパーマリオメーカー』では、一定の操作をすることで、ハエたたきをプレイすることができる。原典と異なり、時間内に全てのハエをタッチペンで倒していく仕様となっている。
『大乱闘スマッシュブラザーズ SPECIAL』では、ハエたたきを持った手とハエがアシストフィギュアとして登場。
- 登場するハエ
  - 小型のハエ：すばやい上に、小さいため当たり判定が狭いが、攻撃してくることはないのでダメージを受ける心配は無い。また、このハエは『スーパーマリオメーカー』にも存在する。
  - 黄色のハエ：一定の場所で止まり、尾から小さなハエよりさらに小さなハエの群れを出す。このハエの群れは触れるとダメージを受ける（残機が1つ減る）上に、ハエたたきをしばらく追い回し、叩いて倒す事もできないので、消えるまでひたすら逃げるしかない。
  - 爆弾ハエ：ボム兵に羽が生えたような外観のハエ。プレイヤーのハエたたきを追い回し、一定時間になると自爆する。
  - 水色のハエ：時間が経つと斜め4方向に火花を飛ばしてくる。小型のハエと同じく、動きが素早いため倒しにくい。
  - 巨大ハエ：各ステージの最終ボスであり、それゆえ20回叩かないと倒せない強敵。水色のハエと同じく火花を飛ばし（火花の数は水色のハエより格段に多く、斜め4方向ではなく放射状にらせんの軌道を描く）、黄色のハエと同じく非常に小さなハエの群れを出すといった攻撃パターンがある。攻撃する際に、巨大ハエ内にプレイヤーのハエたたきがあるとダメージを受けるが、目が赤黄に点滅する（火花）、尾から煙が出る（小さなハエの群れ）といった前兆があるため、回避の参考にできる。また、攻撃ではないが尾から炎をあげて高速移動する時もあり、このときに尾の炎に触れてもダメージを受ける。ある程度ダメージを与えるごとに変色し、攻撃が激しくなっていく。ゲームオーバーになると笑う。

### タイトル画面
タイトル画面は、白地に「MARIOPAINT」の文字が配されたシンプルなものであり、タイトルロゴの下を左右に行き来するマリオをクリックするとお絵かきスクリーンに移行する。だが、タイトルロゴのひとつひとつの文字にエフェクトが隠されており、クリックすることで以下のアクション、イベントを見て楽しむこともできる。
M
マリオが小さくなる。もう一度Mをクリックすると大きくなる。
A（左側）
その場でクリックしたAの字が落下し、しばらくすると上から下りてきて元に戻る。タイミングよくクリックしマリオにAの字を当てるとマリオが巻き込まれて一緒に画面下に消え、しばらくするとマリオ、Aの字の順に上から下りてきて元に戻る。マリオが巻き込まれて画面から消えている間、BGMの伴奏がストップする。
R
Rの字の囲まれている部分がオレンジ色に変わり目が生えて下に落ち、マリオが歩き回っている所をとことこと右方向へ歩いていく（Rの字の下半分が足のような振る舞いを見せる）。その後左上（タイトルロゴと同じ高さ）から現れて元に戻る。歩き回るRの字をクリックすると「任天堂」を逆再生・早回しした音声が再生される。
I（左側）
タイトル画面の白と黒が反転し、音楽も音程がおかしくなる。一定時間が経つと自然に元に戻る。
O
Oの字がそのまま爆弾よろしく導火線を伴い火花を散らし、爆発してタイトルロゴと著作権表示が一瞬あちらこちらに飛び散る。タイトルロゴと著作権表示はすぐに元に戻るが、音楽が変わる。音楽はBGMを変化させる他の文字をクリックするまで元に戻らず、後述のA（右側）を押した際の追加パートも変化する。
P
草原の絵が現れ、音楽が変わる。空を飛ぶ飛行機、草原を走る犬、生えている花、走る電車などをクリックするとそれぞれ違った、声とも言葉とも鳴き声とも捉えかねない音が発せられる。まれに右上から現れ左下にすばやく移動する星をタイミングよくクリックすると、スタンプの絵が大量にランダムに降り注ぎ、音楽もオルガンの音色に変わる。もう一度Pをクリックするかマリオをクリックしお絵かきスクリーンに移動するまで、絵は消えず他の文字をクリックしても何も変わらない。
A（右側）
右からヨッシーが現れ、素早く左へ抜けていく。BGMにも打楽器パートが挿入される。ヨッシーをクリックすると鳴き声が発せられる。
I（右側）
画面が小刻みに揺れ、音楽も震えている感じになる。もう一度I（右側）をクリックすると元に戻る。
N
スタッフロールがタイトルロゴのすぐ下に現れる。また、BGMに木琴とコンガの伴奏が追加される。
T
ポインタがクレヨンに変化し、虹色の色彩でお絵かきを楽しめる（消しゴムはないので間違っても消せない）。音楽もスローペースのアレンジ版に切り替わる。もう一度Tをクリックすると元に戻る（それまで描いたものも全部消える）。

## スタッフ
- グラフィック・デザイナー：松岡洋史
- プログラマー：寺本憲明、今井賢治、中嶋健之、久保田源治
- サウンド・スタッフ：田中宏和、吉富亮二、戸高一生
- ディレクター：松岡洋史
- プロデューサー：横井軍平
- マウスメーカースタッフ：ながたひでお、山野勝也、山上仁志、わきたにのぼる
- ディレクター：岡田智
- スペシャルサンクス：野村扶二子、山根知美、井上泰夫、福井浩太、香月良昇、平野勲、山田賢治、なかのなおき、なんばけいじ、ふくとめみつひと、よねざわとしあき、久保田勇、まつもとくみこ、鈴木浩信、片山誠、森善和、ジェフリー・ハット、ドン・ジェームス、トニー・ハーマン、スティーヴ・マイルス、フィル・サンドホップ、山田裕之、なかたゆか
- ゼネラルプロデューサー：宮本茂、手塚卓志
- エグゼクティブプロデューサー：岩田聡、山内溥

## 移植版
| No. | タイトル                             | 発売日        | 対応機種                          | 開発元 | 発売元 | メディア     | 備考           | 出典        |
| --- | ------------------------------------ | ------------- | --------------------------------- | ------ | ------ | ------------ | -------------- | ----------- |
| 1   | スーパーファミコン Nintendo Classics | 2025年7月29日 | Nintendo Switch Nintendo Switch 2 | 任天堂 | 任天堂 | ダウンロード | マウス操作専用 | [ 6 ] [ 7 ] |

スーパーファミコン Nintendo Classics版
追加収録ソフトの一つとして配信。プレイするにはNintendo Switch 2のJoy-Con2のマウス機能を使用するか、それ以外では別途USBマウスを用意する必要がある。

## 評価
ゲーム誌『ファミコン通信』の「クロスレビュー」では、8・9・9・9の合計35点（満40点）でプラチナ殿堂入りを獲得、レビュアーからの肯定的な意見としては、「本格的に使うのでなければ、それなりに楽しめる」、「アイコンが楽しくアニメーションするなど、細かいところにも遊びが詰まっている」、「クリアーするっていうことがないので、ある意味一生もんのソフトであろう」、「クリックしたアイコンが、アニメーションするなど、ところどころに見られる遊び感覚がとってもよい」などと評されているが、否定的な意見としては、「音楽のほうはあくまでオマケ」、「マウスが少々安っぽいカンジなのがちょっと気になる」などと評されている。
ゲーム誌『ファミリーコンピュータMagazine』の読者投票による「ゲーム通信簿」での評価は以下の通りとなっており、23.92点（満30点）となっている。この得点はスーパーファミコン全ソフトの中で22位（323本中、1993年時点）となっている。また、同雑誌1993年8月情報号特別付録の「スーパーファミコンオールカタログ'93」では、「マウスを使ってテレビ画面に絵が描けるほか、図形、ブラシなど特殊効果も簡単。他にも、マウスを初めて扱う子供を意識し、マリオの絵のスタンプなどが用意されているのが特徴」と紹介されている。その他、『SUPER FAMICOM Magazine』1993年8月情報号特別付録の「スーパーファミコンオールカタログ'93」巻末に収録されている「部門別ベスト30」では、お買い得度18位、オリジナリティ2位を獲得している。
| 項目 | キャラクタ | 音楽 | 操作性 | 熱中度 | お買得度 | オリジナリティ | 総合  |
| 得点 | 4.08       | 3.88 | 3.81   | 3.79   | 3.84     | 4.52           | 23.92 |

## その他
- 作品のコンテストが開催されたこともある。
- 1997年にサテラビューの「マンスリーイベント8月分」としてマウス以外にコントローラでの操作を可能にした「マリオペイントBS版」が配信された。
- 続編的ソフトとして、マリオアーティストシリーズがある。
- 最初に公開されたCMでは、BGMに「聖者の行進」の替え歌が使われた。また、別のバージョンのCMに使われた音楽がサウンドコラージュのサンプル曲として収録されている。